# Neoromicia
Neoromicia — рід ссавців родини лиликових.